# Inferno (film 1980)
Inferno – włoski film fabularny (horror z wątkami fantasy) z 1980 roku, napisany i wyreżyserowany przez Daria Argenta. Drugi film z „trylogii Trzech Matek” Argento. Projekt nie powtórzył zasadniczo sukcesu pierwszej części trylogii, Odgłosów (1977), wskutek czego trylogia została wstrzymana na wiele lat, a ostatnia część, Matka łez, ukazała się dopiero w 2007. Inferno to według brytyjskiego magazynu Total Film trzydziesty piąty film na liście najlepszych horrorów w historii kina.

## Obsada
- Leigh McCloskey − Mark Elliott
- Irene Miracle − Rose Elliott
- Eleonora Giorgi − Sara
- Daria Nicolodi − Elise Stallone Van Adler
- Sacha Pitoëff − Kazanian
- Alida Valli − Carol, dozorczyni w apartamentowcu
- Veronica Lazar − pielęgniarka / Mater Tenebrarum (Matka Ciemności)
- Gabriele Lavia − Carlo
- Feodor Chaliapin Jr. − profesor Arnold / dr. Varelli
- Ania Pieroni − studentka muzykologii / Mater Lachrymarum (Matka Łez)